# Csaba Böjte
Dans le nom hongrois Böjte Csaba, le nom de famille précède le prénom, mais cet article utilise l’ordre habituel en français Csaba Böjte, où le prénom précède le nom.
Csaba Böjte (à prononcer : [ˈtʃɒbɒ] tchobo, [ˈbøjtɛ] beuïtè) (né le 24 janvier 1959 à Cluj / Kolozsvár, Transylvanie, Roumanie) est un moine franciscain d'expression hongroise de Roumanie et le créateur de la Fondation Saint François de Deva.

## Biographie
Son père était poète de langue hongroise condamné à sept ans de prison pour des raisons politiques par le régime national-communiste de Ceaușescu. Pour se préparer à la vocation de prêtre, Csaba Böjte était mineur de fond pendant une année dans les montagnes de Harghita. Les ordres religieux étant fermement interdits à cette époque en Roumanie par la législation  communiste, il a été admis secrètement, en 1982, au sein de l'ordre de Saint François à Csíksomlyó/Șumuleu Ciuc, le plus grand centre franciscain de Roumanie. Après plusieurs années de prêtrise, il a été nommé à Deva où il a créé en 1992 la Fondation Saint François de Deva pour la sauvegarde et la socialisation des enfants de la rue et des enfants abandonnés. Depuis lors, cette fondation, regroupant une quarantaine d'institutions humanitaires et d'éducation sociale et religieuse de Roumanie, a acquis une renommée internationale.

## Ses livres
- Böjte Csaba, Hiszek a szeretet végső győzelmében ! (Je crois à la victoire finale de l'Amour !), Budapest, Szt. Gellért Kiadó, 2005. (hu)
- Böjte Csaba, Kevesebb pátoszt és több áldozatot ! (Moins de pathos, plus de sacrifices !), Budapest, Szt. Gellért Kiadó, 2006. (hu)
- A fénygyújtogató (L'Homme qui allume la lumière). Böjte Csaba atyával beszélget Benkei Ildikó.  Budapest, Kairosz, 2006. (hu)
- Istennel a semmiből a végtelen felé (Avec Dieu, du Néant à l'Infini). Böjte Csabával beszélget Csengei Ágota.  Budapest, Kairosz, 2006. (hu)
- Asztali beszélgetések...2 - A csendesség felé (Dialogues à la table... 2 - Vers la paix. Böjte Csaba és Roszík Ágnes disputája. Rédacteur : Galambos Ádám. Budapest, Luther Kiadó, Budapest, 2008. (hu)
- Böjte Csaba: Ablak a végtelenre - Csaba testvér gondolatai Istenről, vallásról... (Fenêtre vers l'infini. Les pensées du frère Csaba sur Dieu, sur la religion...)  Budapest, Helikon Kiadó, 2009. (hu)

## Films présentant l'activité de Csaba Böjte
- Csillagösvény 1 (Sentier d'étoiles). Dextramedia, 2004. (hu + en + de)
- Utazások egy szerzetessel (film) (Voyage avec un moine). (Fekete Ildikó, 2005.) (hu)
- Csillagösvény 2. Dextramedia, 2006. (hu + en + de)

## Citations des textes de Csaba Böjte
- Soyons nous-même le cadeau !
- Je crois que Dieu a créé un bon monde : s'Il permet que l'on ait soif, il a créé du puits aussi. Tout cela ressemble à un puzzle gigantesque, on doit trouver les bribes, et alors, cela s'assemble.
- Tout enfant est un message pour l'humanité : Dieu nous aime. Faire pousser un enfant est la rencontre avec Dieu. Jésus a dit : si quelqu'un adopte un parmi les plus petits, reçoit moi-même.
- Celui qui ne croit pas qu'il existe beaucoup de bons gens, doit commencer à faire quelque chose de bon, et il va voir que beaucoup de gens vont se mettre de son côté.
- Si dans une famille je vois que les enfants rient, je ne demanderai plus rien au parent, car il est certain qu'il fait bien son travail.

## Distinctions

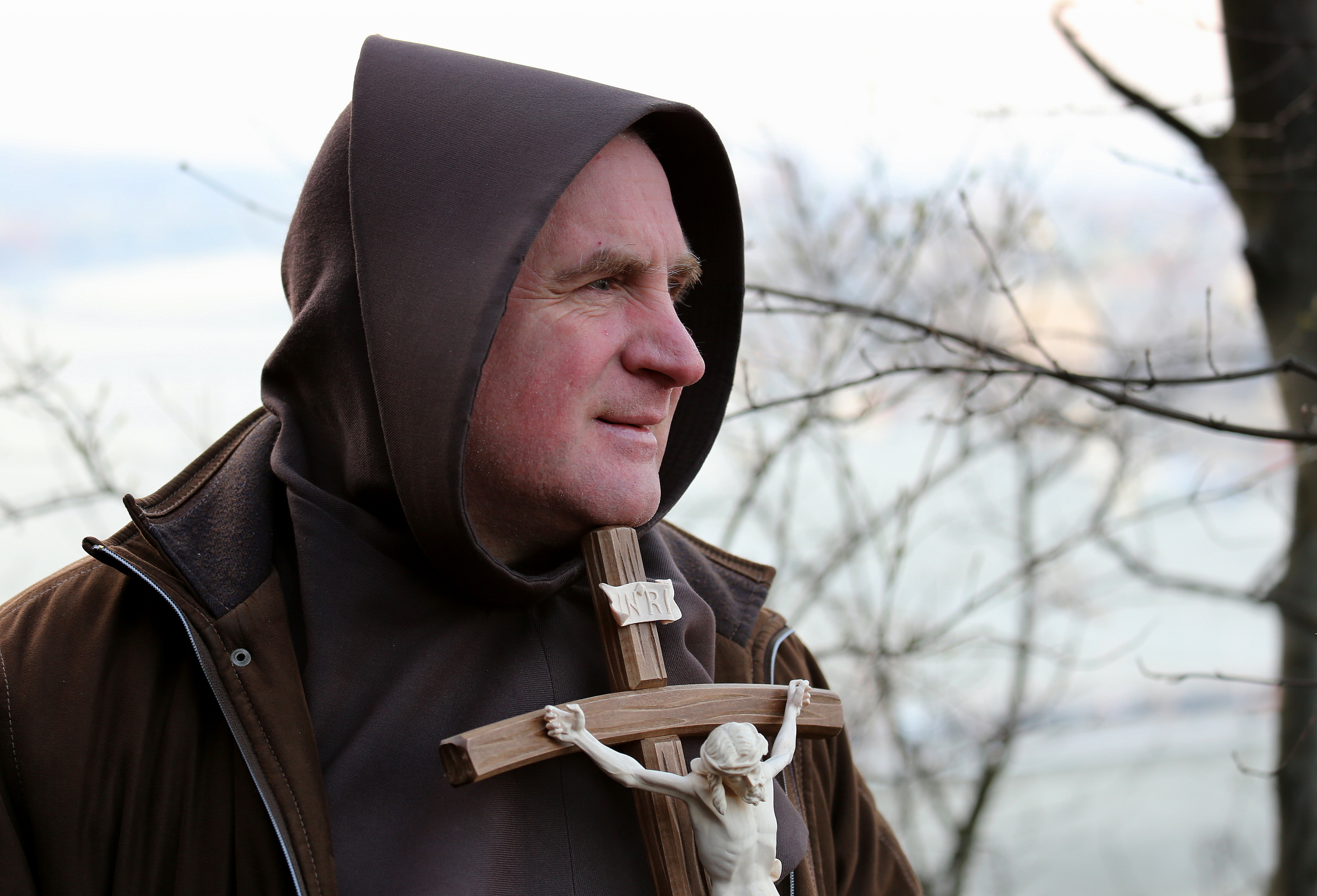
Csaba Böjte

- Le prix Az Év embere (La personnalité de l'année) du journal Magyar Hírlap de Budapest.
- Le Prix Aphelandra, 2005.
- Le prix de la Fondation Le Modèle Pannon
- Le Prix A Haza Embere (L'Homme de la Patrie), 2008.
- Prix du citoyen européen 2010